# Витково (град)
Витково (град) (пољ. Witkowo) град је у Пољској у Војводству великопољском. По подацима из 2012. године број становника у месту је био 7954.
.

## Становништво
| 2012. |
| ----- |
| 7.954 |